# Wacław Seruga
Wacław Marian Seruga (ur. 24 sierpnia 1943 w Bochni) – polski architekt, profesor nauk technicznych, profesor zwyczajny Politechniki Krakowskiej im. Tadeusza Kościuszki i Politechniki Świętokrzyskiej, w latach 1999–2005 dziekan Wydziału Architektury PK.

## Życiorys
Absolwent I Liceum Ogólnokształcącego im. Bartłomieja Nowodworskiego w Krakowie (1961). W 1967 ukończył studia architektoniczne na Politechnice Krakowskiej. Doktoryzował się w 1974. Stopień doktora habilitowanego uzyskał w 1986. Tytuł naukowy profesora nauk technicznych otrzymał 2 czerwca 2000.
Związany z Katedrą Kształtowania Środowiska Mieszkaniowego Politechniki Krakowskiej im. Tadeusza Kościuszki, na której w 2002 uzyskał stanowisko profesora zwyczajnego. W latach 1990–1993 był prodziekanem Wydziału Architektury PK, natomiast w latach 1999–2005 pełnił funkcję dziekana tego wydziału. W latach 1994–1999 był dyrektorem Instytutu Projektowania Urbanistycznego PK. Zatrudniony również na stanowisku profesora zwyczajnego na Wydziale Budownictwa i Architektury Politechniki Świętokrzyskiej.
Jego zainteresowania naukowe obejmują m.in. kształtowanie środowiska mieszkaniowego, projektowanie urbanistyczno-architektoniczne zespołów mieszkaniowych i obiektów użyteczności publicznej oraz modernizację istniejących struktur miejskich. Wielokrotny laureat ogólnopolskich konkursów architektoniczno-urbanistycznych. Współorganizator i sędzia I Biennale Architektury w Krakowie (1985) oraz następnych edycji imprezy (o charakterze międzynarodowym). Zrealizował projekty zespołów mieszkaniowych w Krakowie i Tarnowie oraz obiektów sakralnych: kościoła św. Wojciecha w Bronowicach, kościoła św. Stanisława w Siedliszowicach oraz kościoła Matki Bożej Śnieżnej w Tokarni.
Został członkiem Sekcji Architektury Komitetu Architektury i Urbanistyki PAN oraz Społecznego Komitetu Odnowy Zabytków Krakowa (2001).
W 2011, za wybitne zasługi w pracy naukowo-badawczej, za osiągnięcia w działalności dydaktycznej i społecznej, został odznaczony Krzyżem Oficerskim Orderu Odrodzenia Polski. Wcześniej otrzymał Krzyż Kawalerski OOP (2002), Złoty i Brązowy Krzyż Zasługi oraz Medal Komisji Edukacji Narodowej (1999).